# Mercedes Laguens García
Mercedes Laguens García (Tarassona, Saragossa, 1953) és una artista plàstica aragonesa que ha desenvolupat la seva obra a Mallorca des del 1978. Forma part del moviment Nova Plàstica Mallorquina.
Laguens és llicenciada en Belles Arts per la Universitat de Barcelona i des del 1978 viu i treballa a Palma. Fins al 1996 fou professora d'educació secundària en diferents instituts de Mallorca (IES Llucmajor de Llucmajor, IES Josep Sureda i Blanes de Palma). També fou professora associada de la Universitat de les Illes Balears. Les seves obres són presents en destacades col·leccions, com la del Museu Reina Sofía i la Caixa. La seva obra pictòrica fa un bucle que s'inicia el 1974 amb una abstracció personal que s'emmarca en una figuració lírica emparentada amb els primitius italians, Giorgio Morandi (1890–1964) i Balthus (1908–2001), per tornar novament a una abstracció sostinguda per un fort substrat conceptual. Ha realitzat nombroses incursions a l'escultura i l'obra gràfica, investigant en nous tractaments de la xilografia, fet que l'ha conduït a una pintura plena de referents i cites a tots els camps del saber i del fet de sentir que li interessen. Influïda per María Zambrano (1904–1991) i Juan Ramón Jiménez (1881–1958), Laguens escriu textos íntims que acompanyen la seva pintura.